# Kazimierz Jaskot
Kazimierz Wincenty Jaskot (ur. 22 stycznia 1936 w Starej Wsi, zm. 20 listopada 2005) – polski profesor nauk humanistycznych w zakresie pedagogiki, pierwszy rektor Uniwersytetu Szczecińskiego oraz Wyższej Szkoły Humanistycznej Towarzystwa Wiedzy Powszechnej w Szczecinie, nauczyciel akademicki

## Życiorys
Studiował pedagogikę na Uniwersytecie im. Adama Mickiewicza w Poznaniu, otrzymując dyplom magisterstra w 1965. Pracownik naukowy w szczecińskim Studium Nauczycielskim, Wyższej Szkole Nauczycielskiej, Wyższej Szkole Pedagogicznej, Uniwersytecie Szczecińskim oraz Wyższej Szkole Humanistycznej TWP w Szczecinie. Rektor WSP w Szczecinie i pierwszy rektor Uniwersytetu Szczecińskiego oraz Wyższej Szkoły Humanistycznej TWP w Szczecinie. Doktorat obronił w 1970 na UAM w Poznaniu, a pracę habilitacyjną w 1979. W lutym 1996 otrzymał tytuł profesora. Autor 12 książek i ponad 150 artykułów naukowych. Wypromował ponad 400 magistrów pedagogiki oraz 10 doktorów.  

## Odznaczenia[6]
- Krzyż Oficerski Orderu Odrodzenia Polski
- Krzyż Kawalerski Orderu Odrodzenia Polski
- Złoty Krzyż Zasługi
- dwukrotnie Złotą Odznaką „Gryf Pomorski”
- Medal Komisji Edukacji Narodowej
- tytuł „Zasłużony Nauczyciel”
- dwukrotnie Złotym Krzyżem Zasługi dla ZHP
- 5 nagród Ministra Szkolnictwa Wyższego, w tym trzema nagrodami pierwszego stopnia